# Сајнт Панталеон (Долина Аосте)
Сајнт Панталеон је насеље у Италији у округу Долина Аосте, региону Долина Аосте.
Према процени из 2011. у насељу је живело 7 становника. Насеље се налази на надморској висини од 1382 м.